# 谢米泽里耶农村居民点
谢米泽里耶农村居民点（俄语：Сельское поселение Семизерье）是俄罗斯联邦沃洛格达州卡杜伊区所属的一个农村居民点。其下辖有83个居民点，行政中心为小鲁卡维茨卡亚。据2016年统计，该农村居民点的人口为1500人。